# Girimulyo (Ngargoyoso)
Girimulyo is een bestuurslaag in het regentschap Karanganyar van de provincie Midden-Java, Indonesië. Girimulyo telt 3793 inwoners (volkstelling 2010).